# Pardalosus slevini
Pardalosus slevini är en skalbaggsart som beskrevs av Van Dyke 1928. Pardalosus slevini ingår i släktet Pardalosus och familjen Aphodiidae. Inga underarter finns listade i Catalogue of Life.